# 郭冈
郭冈（？—？），江西人，是一名清朝地方官员。
郭冈曾于1743年接替陳蓉纕任华亭县知县一职，1746年由王继祖接任。